# Oposición Extraparlamentaria

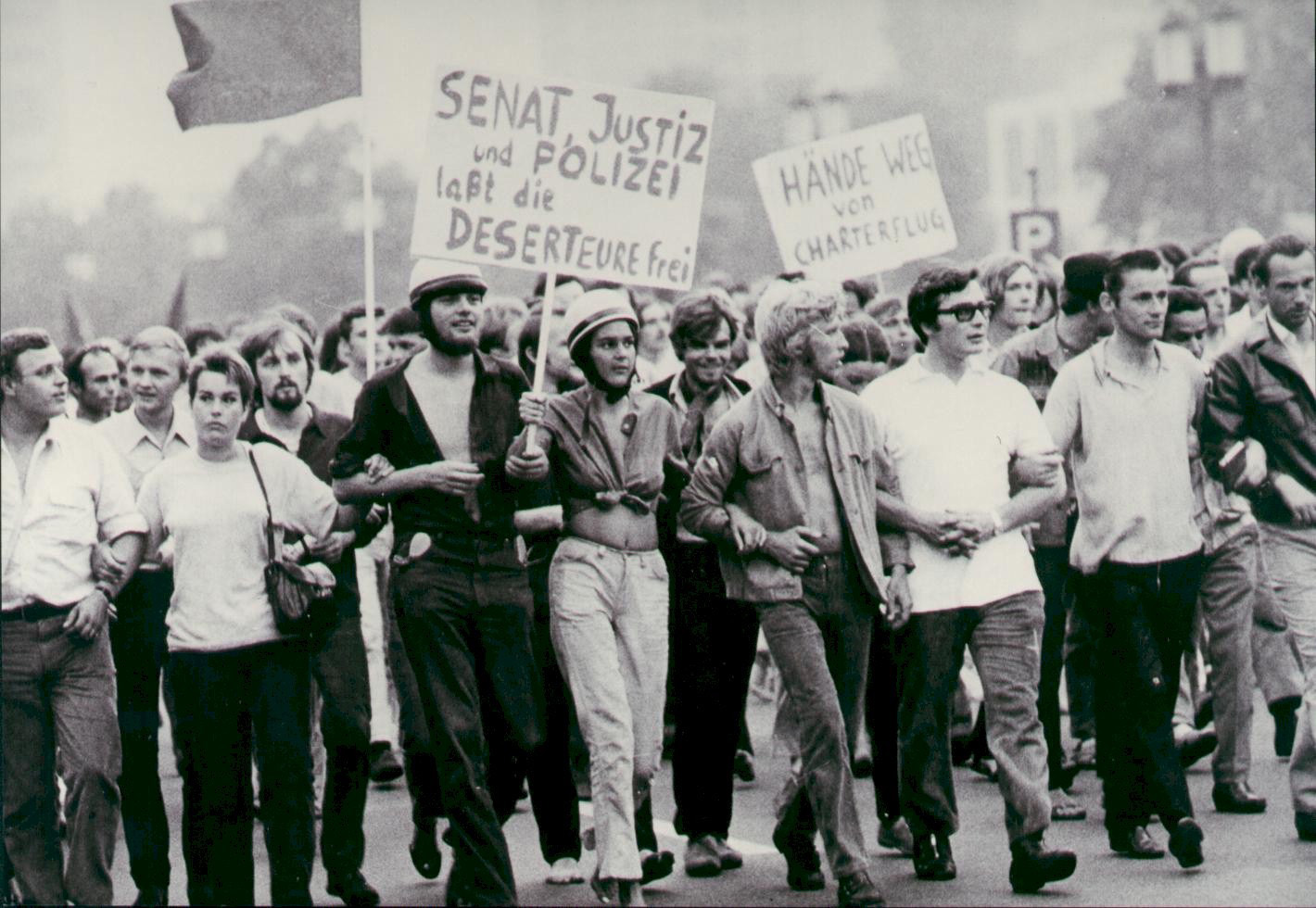
Protesta en Berlín oeste contra la presencia militar estadounidense, 1969.

La Oposición Extraparlamentaria (en alemán: Außerparlamentarische Opposition, APO) es un término que hace referencia al movimiento político de protesta que existió en la Alemania Occidental entre finales de la década de 1960 y principios de la de 1970, formando un importante componente del movimiento estudiantil alemán. 

## Historia
Sus orígenes se hallan en la frustración de las nuevas generaciones de jóvenes alemanes frente a la formación en 1966 del gobierno de "Gran coalición" con la Unión Demócrata Cristiana (CDU) y el Partido Socialdemócrata (SPD). Desde 1949 los gobiernos en la Alemania occidental habían estado controlados por la CDU. El gobierno de concentración constituido en 1966 estaba liderado por Kurt Georg Kiesinger, un antiguo miembro del Partido nazi, lo que creó un gran malestar entre la juventud alemana. La tramitación por el gobierno Kiesinger de la llamada "Ley de Emergencia" provocó una honda división entre la sociedad alemana, a pesar de la voluntad del gobierno para lograr su aprobación. La nueva legislación otorgaba al gobierno poderes especiales en caso de producirse situaciones excepcionales, tal y como pudieran ser desastres naturales, graves alteraciones del orden público, etc. A muchos alemanes les recordó a la Ley habilitante de 1933, que había permitido a Hitler hacerse con el poder absoluto.
Como era de esperar la ley se encontró con una frontal oposición de los sindicatos, los profesores universitarios y los estudiantes. Más allá del proyecto legislativo, para muchos jóvenes fue una oportunidad para mostrar su rechazo contra la sociedad de la Alemania occidental, a la que consideraban conservadora, cerrada y poco tolerante. El movimiento estudiantil, agrupado en torno al Sozialistischer Deutscher Studentenbund (SDS), fue uno de los apoyos más amplios e importantes de la APO. Lo cierto es que el número de universitarios en la Alemania occidental había pasado de 384.000 estudiantes en el año 1965 a 510.000, cinco años después. Entre sus portavoces más conocidos se encontraba un líder del movimiento estudiantil, Rudi Dutschke.
El 2 de junio de 1967 tuvo lugar una gran manifestación en Berlín oeste contra la visita del Shah de Irán, Mohammad Reza Pahlavi, a la que siguió una dura carga policial contra los manifestantes. Durante los disturbios que siguieron se produjo la muerte del estudiante Benno Ohnesorg a manos de un policía de Berlín. El asesinato de Ohnesorg provocó el estallido una ola de indignación en toda la Alemania occidental, y fue en parte el catalizador de lo que para entonces ya se conocía como "movimiento extraparlamentario". Algunos han señalado esta fecha como el inicio oficial de estos movimientos. Al año siguiente, los eventos internacionales de la llamada “Revolución de 1968” tuvieron una fuerte influencia en lo que ocurría en la Alemania occidental. 
El 11 de abril de 1968, Dutschke fue víctima de un atentado perpetrado por un joven de ultraderecha. El intento fallido de asesinato encendió la mecha de nuevas protestas dirigidas contra la editorial Axel Springer, de ideología conservadora y a la que acusaban de haber incitado el atentado a través del diario sensacionalista Bild. Unas semanas más tarde ocurrían en Francia los eventos de mayo del 68. En Alemania no tuvieron la misma influencia y desarrollo, ya que a diferencia de lo ocurrido en París, los sindicatos alemanes del KND no fueron partidarios de convocar una huelga general en apoyo de los estudiantes.
El SDS seguía exigiendo la reforma de las universidades y del sistema educativo de la RFA,  No obstante, las propuestas y reivindicaciones del APO se encontraron con la incomprensión o rechazo de la sociedad alemana, mayoritariamente anticomunista. La Ley de Emergencia fue finalmente promulgada el 24 de junio de 1968. El fracaso de las movilizaciones contra la Ley prácticamente marcaron el final del Movimiento extraparlamentario. En las elecciones federales de 1969 el SPD de Willy Brandt salió beneficiado del descontento que existía con la CDU, siendo además un candidato atractivo para el alemán occidental de clase media. El nuevo gobierno social-liberal de Brandt nació con un claro signo reformista, recogiendo las aspiraciones de una importante parte de la sociedad alemana.
Sin embargo, el fracaso de la APO también llevó a la radicalización de algunos pequeños grupos y su paso al activismo terrorista, como fue el caso del Movimiento 2 de Junio, la Fracción del Ejército Rojo (RAF) o las Células Revolucionarias (RZ). De todas ellas, la RAF iba a ser la que mayor actividad e importancia alcanzase durante los años 70.

## Otros usos del concepto
En términos generales, una oposición extraparlamentaria se refiere a aquellos partidos y fuerzas de la oposición al gobierno que no tienen representación en el Parlamento de la nación. Puede tratarse de movimientos ciudadanos, estudiantiles, obreros, distintos grupos sociales, etc. Así, podría incluirse en esta categoría tanto la APO alemana de finales de los años 60, como el Movimiento 15-M en España en fechas más recientes.